# Psychotria thornei
Psychotria thornei är en måreväxtart som beskrevs av David H. Lorence. Psychotria thornei ingår i släktet Psychotria och familjen måreväxter. Inga underarter finns listade i Catalogue of Life.